# The Brood (professionelles Wrestling)
The Brood war ein Stable, der zu seiner Zeit in der World Wrestling Federation (WWF, heute WWE) während der Attitude-Ära von 1998 bis 1999. The Brood bestand aus Gangrel, Christian und Edge. Ihr Gimmick war das eines Vampirclans, obwohl sie von den Moderatoren oft nur als „Gothic Lifestyle“ bezeichnet wurden.

## The Brood

### Formation
Alle drei der ursprünglichen Brood-Mitglieder debütierten im Jahr 1998. Edge debütierte in der WWF in der Folge Raw Is War vom 22. Juni als Einzelgänger, der den Ring durch die Menge betrat. Gangrel, der zuvor als Vampire Warrior bekannt war, gab sein WWF-Debüt in der Folge Sunday Night Heat vom 16. August. Er erhielt ein neues Vampir-Gimmick, das auf dem White-Wolf-Rollenspiel Vampire: The Masquerade. Christian debütierte am 27. September bei In Your House: Breakdown 1998, wo er Edge ablenkte, der daraufhin sein Match gegen Owen Hart verlor. Die Storyline stellte Christian als EdgesKayfabe Bruder vor. In Wirklichkeit waren die beiden seit ihrer Kindheit beste Freunde.
Christian blieb an der Seite von Gangrel, um ihm in seiner Fehde mit Edge zu helfen, und er gewann die WWF Light Heavyweight Championship in seinem ersten Match in der WWF. Schließlich überzeugte das Duo Edge, sich ihnen anzuschließen, und bildete den als The Brood bekannten Stall. In der 26. Oktober-Episode von Raw endete ein Match zwischen Kane und Gangrel, als Edge hereinstürmte, Kane attackierte und Christian und Gangrel zusammenrief. In ihrem ersten Match als Gruppe besiegten sie The Oddities in der 1. November-Episode von Heat. In der Raw-Ausgabe vom 2. November traten The Brood gegen Degeneration X (New Age Outlaws & X Pac) an, was in einem No Contest endete. In der Raw-Folge vom 9. November verlor Edge gegen Kane durch Disqualifikation, als Kane versuchte, The Brood in Brand zu setzen. Bei Rock Bottom: In Your House besiegte The Brood die J.O.B. SquadAl Snow, Scorpio und Bob Holly in einem sechsköpfigen Tag Team Match.

### Gimmick
Sie betraten Arenen oft, indem sie durch einen Feuerring auf den (erhöhten) Bühnenboden stiegen, wobei Gangrel einen Kelch mit „Blut“ trug. Normalerweise nahm Gangrel einen Schluck aus dem Kelch (manchmal reichte er ihn auch an Edge oder Christian weiter) und spuckte ihn dann in die Menge. Eines der Markenzeichen der Gruppe war es, ihren Gegnern vor oder nach einem Wrestling-Kampf ein „Blutbad“ zu verpassen. Ein „Blutbad“ bestand darin, dass die Lichter in der Arena ausgingen, die blinkenden roten Lichter von Gangrels Auftritt aufleuchteten und dann die Lichter der Arena wieder angingen, um das Ziel in „Blut“ gebadet zu zeigen. Das Trio hatte ähnlich aussehende lange blonde Haare. Gangrel und Christian trugen beide weiße Hemden und dunkle Hosen, während Edge den langen Ledermantel trug, den er vor seinem Beitritt zu The Brood trug. Laut Edge fühlte er sich mit seinem früheren Gimmick nicht wohl und sagte, dass ihm damals das Selbstvertrauen fehlte, um ein Single-Star zu sein, und begrüßte seine Aufnahme in The Brood.

### Story mit Ministry of Darkness
Im Februar 1999 focht The Brood eine Fehde mit The Undertakers Ministry of Darkness Stable aus. Nach dem Ende der Fehde fusionierte The Brood mit The Ministry. Im März, nach dem „Hell in a Cell“-Match zwischen dem Undertaker und dem Big Boss Man bei WrestleMania XV, wurden Edge, Christian und Gangrel von der Decke auf den Käfig herabgelassen. Sie ließen eine Schlinge in die Zelle hinab, und der Undertaker hängte den Big Boss Man an der Spitze des Käfigs auf. Die Brut wurde oft Opfer von Schlägen durch das Ministerium, um ihre Loyalität gegenüber dem Undertaker zu beweisen und um sie zu bestrafen. Einmal wurde Christian von seinen Brood-Kollegen und vom Undertaker selbst zu Prügeln verurteilt, nachdem er Ken Shamrock gezwungen hatte, den Aufenthaltsort von Stephanie McMahon zu verraten, als Shamrock Christian in einem Ankle Lock hielt. Als es zu dem Punkt kam, an dem der Undertaker die Bruderschaft zwingen wollte, Christian zusammen mit Shamrock zu opfern, weigerten sich Edge und Gangrel, da sie Christian gegenüber loyaler waren als dem Ministerium. Stattdessen griffen sie die Acolytes an und spalteten sich von der Loyalität des Undertakers ab, wodurch sie die einzigen Mitglieder des Ministry wurden, die vor der Fusion mit dem Corporate Ministry vom Stable abtraten. Dies führte zu einer Fehde mit dem Ministry of Darkness, insbesondere The Acolytes bei Backlash: In Your House, The Acolytes und Mideon besiegten The Brood in einem Sechs-Mann-Tag-Team-Match. in der 26. April-Episode von Raw, The Brood (Gangrel & Edge) verloren gegen Kane und X-Pac und danach bekam Kane ein Blutbad.

### Fehde mit den Hardy Boyz und Split
In der Raw-Folge vom 17. Mai traten The Brood gegen die Hardy Boyz und Michael Hayes an, wobei alle außerhalb des Rings kämpften und das Match abgebrochen wurde, was den Beginn der Rivalität zwischen Edge und Christian und den Hardy Boyz einleitete. In der 24. Mai-Folge von Raw verloren Edge und Gangrel ein WWF Tag Team Championship Match gegen Kane und X-Pac. In der Folge Sunday Night Heat vom 13. Juni besiegten The Brood The Hardy Boyz & Michael Hayes in einem Sechs-Mann Tag Team Elimination Match. In der Folge vom 11. Juli von Sunday Night Heat verloren The Brood gegen The Corporate Ministry(Big Boss Man, Mideon und Viscera), als Gangrel sich gegen Edge wandte. Gangrel versuchte daraufhin, Christian davon zu überzeugen, dasselbe zu tun, aber Edge und Christian trennten sich stattdessen von Gangrel, der sich seinerseits mit Matt und Jeff Hardy verbündete.

### Vermächtnis
In der Folge vom 30. Oktober 2018 von SmackDown Live verkleideten sich The New Day als The Brood während der Halloween-Episode während des Trick or Street Fight von Big E gegen Cesaro.
Während der Rivalität zwischen Edge und Seth Rollins bei SmackDown im Jahr 2021, die sich auf den SummerSlam vorbereitete, deutete Rollins an, dass Edge nicht siegen würde, weil er nicht in der Lage sei, die Dunkelheit zu nutzen, mit der er sich einst umgeben hatte. Dies veranlasste Edge dazu, seine innere „Brood“-Persönlichkeit zu entfesseln und Rollins in der SmackDown-Episode vom 20. August 2021 ein Blutbad zu bereiten. Beim SummerSlam dieses Jahres machte er seinen Auftritt zur Musik der Brood, wobei er auch aus einem Feuerring auf der Bühne auftauchte. Edge besiegte dann Rollins bei der Veranstaltung, In der 27. Dezember 2021 Episode von Raw während eines Segments, in dem The Miz und Maryse ihre Gelübde erneuerten, wurden sie auch ein Blutbad von The Brood auf die Unterbrechung von Edge gegeben. Nach seinem Rauswurf aus dem Judgment Day Stable, in dem Edge für eine Nacht Mitglied des Ministry of Darkness war, kehrte Edge im Juni 2022 in seinem Brood-Gimmick zurück und unterstützte die Mysterios beim SummerSlam Event im darauffolgenden Monat.

## The New Brood
The New Brood wurde gegründet, nachdem die Hardy Boyz im August 1999 Hayes als ihren Manager entlassen hatten, zum Heel wurden und sich kurzzeitig mit Gangrel verbanden. Nachdem sie eine Reihe von Matches gegen das Team von Edge und Christian gewonnen hatten, die als „Terri Invitational Tournament“ bezeichnet wurden, gewannen sie die Dienste von Terri Runnels als Managerin, indem sie das erste Tag Team Ladder Match bei No Mercy durch einen Sieg über Edge und Christian gewannen. Die Fans spendeten beiden Teams am nächsten Abend bei Raw Is War stehende Ovationen. Am selben Abend verkündeten The Hardy Boyz, dass sie nicht die New Brood seien, sondern The Hardy Boyz. Sie riefen einen Waffenstillstand mit Edge und Christian aus, und das Quartett griff Gangrel an, nachdem dieser damit geprahlt hatte, dass er die „Dienste“ von Terri in Anspruch nehmen konnte, während sich Matt und Jeff von der letzten Nacht erholten. Gangrel beendete seine Zusammenarbeit mit beiden Teams. Die Hardys setzten ihr düsteres und gothic-orientiertes Erscheinungsbild, das sie mit Gangrel verbündet hatten, sowohl in ihren Tag-Team- als auch in ihren nachfolgenden Solo-Runs fort.

### Wiedervereinigung (2022)
In der Folge AEW Rampage vom 27. Mai 2022 kehrte Gangrel zu AEW zurück und begleitete The Young Bucks während eines Tag-Team-Matches, das sie mit Jon Cruz und Taylor Rust. Nach dem Match, aus dem die Young Bucks als Sieger hervorgingen, wurde Gangrel von den Young Bucks verraten, die ihn angriffen. Er wurde dann von den Hardy Boyz gerettet, mit denen er sich wiedervereinigte und Brandon Cutler bei seinem Angriff unterstützte, was die inoffizielle Rückkehr der New Brood markierte.

## Titel und Auszeichnungen
- Pro Wrestling Illustrated
  - PWI ranked Jeff Hardy #76 of the 500 best wrestlers in 1999[13]
  - PWI ranked Edge #83 of the 500 best wrestlers in 1999[13]
  - PWI ranked Christian #90 of the 500 best wrestlers in 1999[13]
  - PWI ranked Matt Hardy #100 of the 500 best wrestlers in 1999[13]
  - PWI ranked Gangrel #102 of the 500 best wrestlers in 1999[13]
- World Wrestling Federation
  - WWF Light Heavyweight Championship (1×) – Christian